# Unterseeboot 348
Le Unterseeboot 348 (ou U-348) est un sous-marin allemand (U-Boot) de type VII.C utilisé par la Kriegsmarine (marine de guerre allemande) pendant la Seconde Guerre mondiale.

## Construction
L'U-348 est un sous-marin océanique de type VII C. Construit dans les chantiers de Nordseewerke à Emden, la quille du U-348 est posée le 17 novembre 1942 et il est lancé le 2 juin 1943. L'U-348 entre en service deux mois plus tard.

## Historique
Mis en service le 10 août 1943, l'Unterseeboot 348 reçoit sa formation de base à Danzig au sein de la 8. Unterseebootsflottille jusqu'au 31 mars 1944, puis l'U-348 intègre son unité de combat dans la 9. Unterseebootsflottille, à la base sous-marine de Brest, qu'il ne rejoint pas. Le 12 juillet 1944, il retourne dans la 8. Unterseebootsflottille à Danzig, son unité de combat. Le 16 février 1945, il quitte le service actif et rejoint la 5. Unterseebootsflottille à Kiel pour l'instruction et l'entrainement des équipages.
L'Unterseeboot 348 effectue six patrouilles dans lesquelles il n'a ni coulé, ni endommagé de navire ennemi au cours de ses 166 jours en mer.
En vue de la préparation de sa première patrouille, il quitte le port de Kiel sous les ordres de l'Oberleutnant zur See Hans-Norbert Schunck le 1er avril 1944 pour rejoindre deux jours plus tard Kristiansand le 2 avril 1944. Puis le 4, il appareille pour Bergen qu'il atteint le 6 avril 1944.
Pour sa première patrouille, il quitte Bergen le 23 avril 1944 pour y revenir 23 jours plus tard le 15 mai 1944.
Puis il enchaine de petites patrouilles.
Pour sa sixième et dernière patrouille, l'U-348 quitte Danzig le 3 janvier 1945 pour rejoindre Swinemünde le 30 janvier 1945.
Le 5 février 1945, il appareille pour Hambourg qu'il atteint le 10 février 1945. Le lendemain, il quitte le service actif et est affecté à la 5. Unterseebootsflottille à Kiel pour l'entrainement des équipages.
Dans la journée du 30 mars 1945, près de Hambourg, il subit un assaut par les forces aériennes américaines et coule à la position géographique de 53° 33′ N, 9° 57′ E causant la mort de deux sous-mariniers membres d'équipage.

## Affectations
- 8. Unterseebootsflottille à Danzig du 10 août 1943 au 31 mars 1944 (Flottille d'entraînement).
- 9. Unterseebootsflottille à Brest du 1er avril au 11 juillet 1944 (Flottille de combat).
- 8. Unterseebootsflottille à Danzig du 12 juillet 1944 au 15 février 1945 (Flottille d'entraînement).
- 5. Unterseebootsflottille à Kiel du 16 février au 30 mars 1945 (Flottille d'entraînement).

## Commandements
- Oberleutnant zur See Hans-Joachim Förster de juillet à août 1943
- Oberleutnant zur See Hans-Norbert Schunck du 10 août 1943 au 18 juin 1944
- Oberleutnant zur See Sigurd Seeger du 18  au 21 juin 1944
- Kapitänleutnant Kurt-Heinz Nicolay du 26 juin au 1er juillet 1944
- Oberleutnant zur See Hans-Norbert Schunck du 2 juillet 1944 au 30 mars 1945

## Patrouilles
|       | Commandant                 | Départ            | Départ       | Arrivée            | Arrivée      | Jours     | Succès |
| ----- | -------------------------- | ----------------- | ------------ | ------------------ | ------------ | --------- | ------ |
|       | Oblt. Hans-Norbert Schunck | 1er avril 1944    | Kiel         | 2 avril 1944       | Kristiansand | 2 jours   |        |
|       | Oblt. Hans-Norbert Schunck | 4 avril 1944      | Kristiansand | 6 avril 1944       | Bergen       | 3 jours   |        |
| 1     | Oblt. Hans-Norbert Schunck | 23 avril 1944     | Bergen       | 15 mai 1944        | Bergen       | 23 jours  |        |
| 2     | Oblt. Hans-Norbert Schunck | 20 mai 1944       | Bergen       | 11 juin 1944       | Bergen       | 23 jours  |        |
|       | Oblt. Sigurd Seeger        | 21 juin 1944      | Bergen       | 21 juin 1944       | Trondheim    | 4 jours   |        |
|       | Kptlt. Kurt-Heinz Nicolay  | 26 juin 1944      | Trondheim    | 1er juillet 1944   | Kiel         | 6 jours   |        |
|       | Oblt. Hans-Norbert Schunck | 11 juillet 1944   | Kiel         | 14 juillet 1944    | Reval        | 4 jours   |        |
| 3     | Oblt. Hans-Norbert Schunck | 17 juillet 1944   | Reval        | 22 juillet 1944    | Reval        | 6 jours   |        |
| 4     | Oblt. Hans-Norbert Schunck | 25 juillet 1944   | Reval        | 28 juillet 1944    | Risholm      | 4 jours   |        |
| →     | Oblt. Hans-Norbert Schunck | 29 juillet 1944   | Risholm      | 3 août 1944        | Grand Hotel  | 6 jours   |        |
| →     | Oblt. Hans-Norbert Schunck | 10 août 1944      | Grand Hotel  | 17 août 1944       | Helsinki     | 8 jours   |        |
| 5     | Oblt. Hans-Norbert Schunck | 19 août 1944      | Helsinki     | 19 août 1944       | Mösholm      | 1 jour    |        |
| →     | Oblt. Hans-Norbert Schunck | 24 août 1944      | Mösholm      | 1er septembre 1944 | Mösholm      | 9 jours   |        |
| →     | Oblt. Hans-Norbert Schunck | 4 septembre 1944  | Mösholm      | 14 septembre 1944  | Reval        | 11 jours  |        |
| →     | Oblt. Hans-Norbert Schunck | 16 septembre 1944 | Reval        | 4 octobre 1944     | Libau        | 19 jours  |        |
|       | Oblt. Hans-Norbert Schunck | 5 octobre 1944    | Libau        | 7 octobre 1944     | Danzig       | 3 jours   |        |
| 6     | Oblt. Hans-Norbert Schunck | 3 janvier 1945    | Danzig       | 30 janvier 1945    | Swinemünde   | 28 jours  |        |
|       | Oblt. Hans-Norbert Schunck | 5 février 1945    | Świnoujście  | 10 février 1945    | Hambourg     | 6 jours   |        |
| Total | Total                      | Total             | Total        | Total              | Total        | 166 jours | 0 t    |

Note : Oblt. = Oberleutnant zur See - Kptlt. = Kapitänleutnant 

### Opérations Wolfpack
L'U-348 n'a pas opéré avec les Wolfpacks (meute de loups) durant sa carrière opérationnelle.

## Navires coulés
L'Unterseeboot 348 n'a ni coulé, ni endommagé de navire ennemi au cours des six patrouilles (138 jours en mer) qu'il effectua.

### Source et bibliographie
- (en) Cet article est partiellement ou en totalité issu de l’article de Wikipédia en anglais intitulé « German submarine U-348 » (voir la liste des auteurs).
- Chris Bishop, historien militaire (trad. de l'anglais par Christian Muguet), Les sous-marins de la Kriegsmarine : 1939-1945 : le guide d'identification des sous-marins [« The spellmount submarine identification guide : Kriegsmarine U-boats 1939-1945 »], Paris, Éd. de Lodi, 2008, 192 p. (ISBN 978-2-84690-327-1, OCLC 470721805, BNF 41298980)